# سید محمد مشکات
سید محمد مشکوة (تولد ۱۲۷۹, خورشیدی، بیرجند - درگذشته ۱۸ مهر ۱۳۵۹) استاد دانشگاه تهران، نسخه‌شناس و کتابشناس ایرانی بود.

## زندگی و تحصیلات
آموزش‌های نخستین خود را در مکتبخانه‌های بیرجند و نزد فردی به نام آخوند خُنگی انجام داد. مدتی نیز به کسب و تجارت مشغول شد. در ضمن کار، به آموختن زبان فرانسه پرداخت. در ۱۲۹۳ خورشیدی به مدرسه «علمیه معصومه بیرجند» رفت و صرف و نحو، منطق، معانی و بیان و مقدمات فقه و اصول را آموخت. در ۱۲۹۶ خورشیدی راهی مشهد شد و در حوزه علمیه مشهد نزد ادیب نیشابوری درس خواند.

## تدریس
در ۱۳۱۱ خورشیدی به دعوت وزارت معارف وقت، به آموزش فلسفه در مدرسه سپهسالار پرداخت و در آنجا شرح منظومه حکمت حاج ملا هادی سبزواری، شرح اشارات و تنبیهات ابن سینا و بخش الهیات شفا ابن‌سینا را آموزش می‌داد. در ۱۳۱۵ خورشیدی از دانشگاه تهران در رشته زبان و ادبیات فارسی درجه دکتری گرفت. در ۱۳۱۶ خورشیدی نشان درجه دوم علمی را اخذ کرد. مشکوة در ۱۳۲۹ هـ. ش به درجه استادی دانشگاه تهران نائل آمد.
او در زمینه نسخه‌شناسی و کتابشناسی تبحر بسیار داشت. اهل شعر بود و بسیاری از اشعارش به چاپ رسیده است. او عضو انجمن ادبی ایران بود. از کارهای بسیار ارزشمند استاد مشکوة اهدا کتابخانه شخصی‌اش مشتمل بر ۱۳۲۱ عنوان نسخه خطی در ۱۳۲۸ خورشیدی به دانشگاه تهران است که با این کار نامش در زمره بنیانگذاران کتابخانه مرکزی دانشگاه تهران ثبت شد.

## درگذشت
سید محمد مشکوة در ۱۸ مهر ماه ۱۳۵۹ در لندن درگذشت، پیکرش به ایران انتقال یافت و در شهر قم در کنار آرامگاه فاطمه معصومه به خاک سپرده شد.

## شاگردان برجسته
- سید حسن امین
- حسین صفایی
- ناصر کاتوزیان

## نوشته‌ها
از استاد مشکوة بیش از هفتاد کتاب در زمینه تصحیح متون و تألیف باقی مانده‌است که از آن جمله می‌توان از این کتاب‌ها نام برد:
- «کلمه التوحید لرفع التردید»،
- «مشکوة الاسرار فی حل عقد الاسفار»
- «دانشنامه علایی» ابن سینا، (با همکاری محمد معین)،
- «فعلیت و امکان در عقد وضع و آراء فارابی و ابن سینا»
- «الوجیزه» شیخ بهایی
- «رگ‌شناسی» یا «رساله در نبض» ابن سینا
- «درةالتاج لغرةالدباج» قطب‌الدین شیرازی
- «فوائدالدریة» (شامل چند رساله از ابن سینا)
- «کلید بهشت» قاضی سعید قمی
- «ارسطاطالیس حکیم: نخستین مقاله مابعدالطبیعه موسوم به مقاله الالف الصغری» اسحق بن حنین